# Irfan Shahid
Irfan Arif Qa'war Shahid (in arabo عرفان عارف قعوار شهيد‎?, ʿIrfān ʿĀrif Qaʿwār Shahīd; Nazareth, 15 gennaio 1926 – Washington, 9 novembre 2016) è stato uno storico palestinese.
Studioso orientalista, Shahid è Professore Emerito nella Georgetown University, dove ha ricoperto a lungo la cattedra di Lingua araba e di Islamistica (Oman Professor of Arabic and Islamic Literature) dal 1982 fino all'età del suo ritiro per raggiunti limiti di età.
Dal 2012 Shahid è anche membro della Medieval Academy of America

## Biografia
Nato nella Palestina mandataria, Shahid era un Arabo cristiano. Lasciò la sua patria nel 1946 per studiare nell'Università di Oxford (St John's College), in cui seguì i corsi di "Storia greco-romana", frequentando anche le lezioni tenute da A. N. Sherwin-White.
Conseguì il Ph.D. in Lingua araba e Islamistica nella Princeton University, discutendo una tesi dal titolo “Early Islam and Poetry”. Le ricerche di Shahid si sono concentrate lungo tre assi principali: il mondo greco-romano - specialmente il mondo bizantino - e l'incontro/scontro tra quest'ultimo e il mondo arabo-islamico nel periodo antico e medievale; infine il campo degli studi sulla cultura islamica, particolarmente sul Corano, la letteratura araba e la poesia araba classica e medievale.

## Opere scelte
- Byzantium and the Arabs in the Sixth Century, Volume 2, Parte 2, 2010
- Byzantium and the Arabs in the Sixth Century, Volume 2, Parte 1, 2002
- Byzantium and the Arabs in the Sixth Century, Volume 1, 1995
- Byzantium and the Arabs in the Fifth Century, 1989
- Byzantium and the Semitic Orient Before the Rise of Islam (Collected Studies Series: No. Cs270), 1988
- Byzantium and the Arabs in the Fourth Century, 1984
- Rome and the Arabs: A Prolegomenon to the Study of Byzantium and the Arabs, 1984
- Omar Khayyám, the Philosopher-Poet of Medieval Islam, 1982